# Сухобезводное (станция)
Сухобезво́дное — железнодорожная станция Горьковской железной дороги в посёлке Сухобезводное Нижегородской области. 
Отсюда идут двухпутные ветки нового хода Транссиба к Нижнему Новгороду и к Котельничу. А также однопутная ветка Сухобезводное — Лапшанга. 
Осуществляются приём и выгрузка грузов. Продажа билетов на пассажирские поезда. 

## История
Станция была образована в 1927 году на пусковом участке Моховые горы — Котельнич. В дальнейшем стала частью созданной Горьковской железной дороги.
Получила название по расположенной рядом деревни Сухобезводное.
В 1930-х годах станцию расширили, начав от неё строительство Унженской железной дороги.
В 1997 году дорогу Сухобезводное — Лапшанга закрыли из-за плохого состояния путей.
В 2009 году железнодорожная линия Сухобезводное — Лапшанга заново открылась после восстановительных работ.

## Инфраструктура
По ходу следования современного хода Транссибирской магистрали оборудовано 2 платформы на которые ведёт надземный переход. Движение электрифицировано. 
Для поезда до Лапшанги оборудована ещё 1 небольшая платформа. Движение осуществляется тепловозами.
Имеется здание железнодорожного вокзала.